# Ringvejen (Horsens)
 For alternative betydninger, se Ringvejen. (Se også artikler, som begynder med Ringvejen)
 Ringvejen er en to  og fire sporet ringvej der går igennem det vestlige Horsens. Vejen er en del af primærrute 52 der går fra Søndervig til Grenaa. Vejen er med til at lede den tunge trafik som kører igennem byen, uden om Horsens Centrum, så byen ikke bliver belastet af for meget gennemkørende trafik i midtbyen. 
Vejen forbinder Hattingvej i nord med Vejlevej i syd, og har forbindelse til Hattingvej, Fulgevangsvej, Thorsvej og Vejlevej.